# Lidingö (comune)
Lidingö è un comune svedese di 43 764 abitanti, situato nella contea di Stoccolma.
Esso è interamente circoscritto all'omonima isola, la quale è collegata alla terraferma (capo di Ropsten) dai due ponti Lidingöbron.

## Località
Nel territorio comunale sono comprese le seguenti aree urbane (tätort):
- Brevik
- Lidingö
- Sticklinge udde

## Amministrazione

### Gemellaggi
- Lojo
- Alameda (California)
- Saldus